# Reagrupament del Poble Francès
Reagrupament del Poble Francès (francès: Rassemblement du Peuple Français, abreujat RPF) va ser un partit polític dretà fundat per Charles de Gaulle el 14 d'abril de 1947 per a posar en pràctica el seu programa polític exposat en el discurs de Bayeux. Durant la seva curta existència (1947 - 1955), RPF fou la principal oposició durant la Quarta República (amb el PCF), amb pretensions de situar-se més enllà de la divisió dreta / esquerra. El RPF fou l'únic moviment a la història del gaullisme fundat i presidit per Charles de Gaulle i l'únic moviment que va unir tots els gaullistes.

## Creació
Durant la Segona Guerra Mundial, De Gaulle es va negar a crear un partit polític. En 1945 va mantenir-se fidel al MRP, però la ruptura amb els republicans popular es consumà el 1946 pel d esacord sobre les institucions que calia dotar la nova França (discurs de Bayeux).
La decisió de crear el RFP fou presa durant l'hivern i anunciat pel general De Gaulle en el seu discurs d'Estrasburg de 7 d'abril de 1947 pronunciat a l'ajuntament d'Estrasburg, a la Plaça Broglie. En anunciar la seva creació oficial el 14 d'abril de 1947, el general De Gaulle va cridar a unir-s'hi a "tots els homes i dones francesos que volen reunir-se a ell pel bé comú".
El general De Gaulle sostenia que el RPF no és un partit, sinó un punt de trobada. Per això proposa la doble militància, permetent-la als membres de tots els partits polítics, excepte el PCF i a les persones compromeses amb la França de Vichy, sense abandonar el seu partit original, però aquesta proposta va ser un fracàs.
En un any, el nombre d'adhesions al RPF arribaria al mig milió (just darrere del PCF), principalment entre la classe mitjana (artesans, comerciants, quadres mitjans i empleats). Després dels enfrontaments amb els contramanifestants comunistes, van constituir un servei d'ordre (SO) dirigit per tres antics resistents, Dominique Ponchardier, Claude Dumont i Pierre Debizet, que aplegà de 8 a 10.000 militants (alguns d'ells participaren en el Service d'Action Civique, el SAC).
El RPF va atraure en aquells anys moltes més dones que els altres partits. Però el seu èxit polític va consistir a atraure gent de diferents procedències, des dels monàrquics maurrasians (Pierre Bénouville, el coronel Rémy (que finalment s'uniria a l'Associació per Defensar la memòria del Mariscal Pétain i serà obligat a dimitir pel mateix de Gaulle) republicans d'esquerra (André Malraux, Jacques Soustelle, René Capitant, Roger Barberot), moderats (Gaston Palewski, Jacques Baumel), demòcratacristians (Louis Terrenoire, Edmond Michelet) fins als radicals (Jacques Chaban-Delmas, Michel Debré) i fins i tot socialistes com Louis Vallon i Manuel Bridier, dirigent nacional de les joventuts comunistes.

## Programa
L'objectiu inicial del RPF va ser lluitar contra el règim "exclusiu" de partits per tal d'oposar-se a l'avanç del comunisme i promoure una nova reforma constitucional privilegiant el poder executiu. El RPF tenia per objecte ser un instrument de combat contra les institucions de la Quarta República Francesa (prioritat absoluta) i en contra els comunistes (discurs de 27 de juliol de 1947 a Rennes on el general De Gaulle qualificà als comunistes de separatistes). El discurs de Bayeux (juny de 1946) i el d'Épinal (setembre de 1946) són la base de les propostes gaullistes en matèria institucional. De Gaulle va denunciar un règim on "la negociació entre partits s'imposa als interessos de França" i defensa el principi d'un executiu fort procedent del poble.
El 4 de gener 1948 al discurs de Saint-Étienne De Gaulle també van fer propostes en matèria socioeconòmica: l'associació capital-treball consistent en la recerca d'una tercera via entre capitalisme i col·lectivisme. El RPF es dotà d'una Acció Obrera (AO) potent i ben implantada i es manifestà també a través de sindicalisme independent de Confederació General de Sindicats Independents.
En política exterior, eñ RPF va compartir les seves preocupacions sobre el progrés del comunisme dins de la Unió Francesa i la situació a Indoxina Desconfiava del renaixement de l'Estat alemany i desaprovava les iniciatives europees de França (creació del Consell d'Europa, Pla Schuman, CECA i CED). En nom de la independència nacional, el moviment gaullista també va resultar cada vegada més hostil al desenvolupament de les relacions transatlàntiques i ha advocat per una Europa confederada basada en el dret de les nacions.
El 1951 es publicà el llibre La France sera la France. Ce que veut Charles de Gaulle per tal de donar a conèixer les idees del fundador del RPF.
Malgrat les tentacions de la base, el general de Gaulle, força popular, descartà totes les solucions de força preconitzades pels seus partidaris i rebutjà tota deriva bonapartista del moviment. També cal notar el refús del RPF per alguns gaullistes de pes com François Mauriac.

## Èxits electorals i fracassos polítics
El RPF va obtenir un gran èxit a les eleccions municipals de 19 i 26 d'octubre de 1947, amb el 35% dels vots i va guanyar a molts municipis, com Lilla, Marsella, Bordeus (amb Jacques Chaban-Delmas), Estrasburg, Rennes, Versalles, Le Mans, Nancy, 52 caps de departament (38% dels vots en les ciutats de més de 9.000 habitants, un terç dels municipis de més de trenta mil habitants). A París, Pierre de Gaulle, germà del general, es va convertir en president del consell municipal. Tanmateix no aconseguí penetrar a les zones rurals de França (on la van guanyar els demòcrata-cristians del MRP). El RPF va aprofitar la seva victòria municipal per a demanar la dissolució de l'Assemblea Nacional Francesa, però no va tenir èxit. En comptes d'això, els parlamentaris endarreriren les eleccions cantonals previstes per a octubre de 1948 a març de 1949, el que va portar De Gaulle a organitzar una campanya de segells per a finançar el moviment gaullista (gairebé dos i mig milions de segells de 50 francs foren enviats als francesos).
La gestió dels esdeveniments socials de tardor de 1947 va contribuir a afeblir el moviment gaullista. Fou el govern de la Tercera Força i el seu ministre de l'interior Jules Moch qui restabliren l'ordre al moment en què nombrosos francesos temien el basculament del país vers un règim comunista. El recurs a de Gaulle semblava aleshores menys necessari per als conservadors, els moderats i la patronal alhora que la seva imatge començava a decaure entre l'opinió pública.
El novembre de 1948, el RPF participà en les eleccions del Consell de la república. El 42% dels senadors elegits s'inscriviren en l'intergrup gaullista però només 56 senadors constituïren un veritable grup gaullista (Action démocratique et républicaine).
Durant aquest període, el general De Gaulle fou prohibit a les emissions de ràdio mentre que els diaris nacionals li eren aclaparadorament hostils. S'hagué de moure a través de França per donar a conèixer el seu programa, però podia comptar amb una nova premsa afiliada al partit com « L'étincelle », « Le Rassemblement » (1948-1954), « Liberté de l'Esprit » (1949-1954) i algunes publicacions locals com « Démocrate des Charentes », « La Voie libre ». Però tota aquesta premsa gaullista tindrà una difusió feble.
Foren els desplaçaments del general de Gaulle o dels seus portaveus oficials (Jacques Debû-Bridel, Jean Fribourg, André Malraux, Gaston Palewski, Geneviève de Gaulle, el coronel Rémy, Jean Nocher, Robert Boulin) qui popularitzaren el seu discurs. Però a vegades les reunions del RPF foren rebudes per grups de militants comunistes amb crits de « feixistes! » i sovint es produïren enfrontaments entre gaullistes i comunistes (A Grenoble, el servei d'ordre del RPF fou qüestionat a causa de les ferides per arma de foc i de la mort d'un militant comunista, Lucien Voitrin, el 18 de setembre de 1948).
El 1949 les eleccions cantonals foren un èxit per al RPF (encara que el seu resultat va baixar respecte a les eleccions municipals de 1947). Les seves fortaleses es trobaven al nord de França (més enllà d'una línia de Bordeus - Ginebra): Alsàcia, Lorena, Nord, París, Sena, l'oest de la costa atlàntica fins al País Basc.
Malgrat aquests èxits electorals el RPF experimentà un descens significatiu en el nombre de membres, tot i que la seva posició es va enfortir en el món estudiantil a través de Pierre Dumas o Jacques Dominati.
La preparació de legislatives de 1951 no estigué exempta de dificultats i la investidura o refús d'investidura o dels candidats va estar marcada per nombroses dimissions.
El 1951, el RPF va rebre més de 4 milions de vots (22,3% dels vots i el 16,8% dels inscrits) i 117 diputats, però el nou sistema electoral conegut pel dels apparentements limità el seu èxit. L'impacte desitjat en el legislatiu no s'havia produït (volia arribar a més de 200 electes) i els membres del RPF no eren prou nombrosos com per influir en la política social o les institucions.

## Suspensió d'activitats del RPF
Dins l'oposició, el RPF va patir un veritable ostracisme dels altres partits polítics, mentre que alguns dels seus diputats intentaren, malgrat tot, reprendre els contactes contra el consell del general De Gaulle, qui va rebutjar qualsevol compromís. Així, Jacques Soustelle, el favorit per fer-se càrrec de la presidència de la Junta, hagué de dimitir.
El 6 de març de 1952, les divisions dins el moviment donarien lloc a una escissió. Vint membres del RPF van votar a favor del govern d'Antoine Pinay en contra del consell del general De Gaulle. Foren exclosos del grup.
El juliol de 1952, quaranta-cinc membres del RPF trencaren també amb el moviment gaullista.
A l'any següent, el 6 de maig de 1953, de Gaulle va donar llibertat als seus parlamentaris després que el resultat de les eleccions municipals franceses de 1953 atorgués la pèrdua de la meitat seus vots i moltes de les alcaldies guanyades el 1947 (Lilla i Marsella). Dona la culpa d'aquest fracàs a la traïció de la dreta per haver-lo abandonat un cop que l'amenaça comunista havia desaparegut. Entre aquestes personalitats de dreta acusades d'oportunisme hi havia els diputats que investiren Antoine Pinay en 1952 (entre ells Édouard Frédéric-Dupont i Henry Bergasse).
D'altres atribuïren aquest fracàs del RPF a les rivalitats i les ambicions personals, al funcionament autoritari del partit, i als seus mètodes massa agressius per alguns o massa tímids pera d'altres. Altres creuen, com François Mauriac, que de Gaulle mai hauria haver de rebaixar-se a entrar en l'arena política, mentre que altres creuen que el RPF va fracassar per manca de credibilitat d'algunes personalitats del partit, en al·lusió a alguns polítics com Édouard Frédéric-Dupont que van votar els plens poders pel Mariscal Pétain. La idea de la doble militància va ser un fracàs i els altres partits la prohibiren, tot descrivint al general de Gaulle com un nou general Boulanger.
Donant llibertat als seus parlamentaris, De Gaulle va intentar preservar les seves bases del partit.
Els parlamentaris lleials a de Gaulle s'ajuntaren en la Unió Republicana d'Acció Social (URAS) que va esdevenir Republicans Socials, mentre que els dissidents, dirigits d'Edmond Barrachin formaren l'Acció Republicana i Social (ARS). Lucien Neuwirth, un lleial al general, va contar a Figaro magazine el 1998, les circumstàncies de la creació dels Republicans Socials:
« Després de la suspensió d'activitats del RPF, hem creat els Républicains sociaux. S'hi retrobaren personalitats polítiques com Michel Debré, Edmond Michelet o Roger Frey. Joves com Guy Ribeaud. I sobretot alguns que jugarien un paper en el futur, Léon Delbecque. Els Republicans Socials ho tenien tot de grupuscle, però finalment, aquesta estructura ens va permetre sobreviure. Calia sobreviure perquè a mesura que es produïen els tràgics esdeveniments de l'afer algerià sentíem que tot anava a explotar (...) L'Algèria era una caldera (...) La IVa República era incapaç de resoldre els grans problemes i especialment aquest drama colonial. Tot portava a pensar que la nació s'enfonsaria. De Gaulle era l'única personalitat capaç d'impedir-ho. »
El vot dels polítics gaullistes i dels del PCF propiciaren el fracàs de la CED de 1954 quan les seves idees s'estengueren dins de la societat civil.
El 13 de setembre de 1955 el RPF ja era inactiu. Alguns joves membres del grup (JRF) van continuar l'acció solitària al voltant del periòdic Le télégramme de Paris, futura base del moviment gaullista d'esquerres Front de Progrés, del Moviment per la Comunitat (MPC), l'organització de lluita armada contra l'OAS a la fi de la guerra a Algèria i el 2006 l'Acadèmia del gaullisme.

## Llegat del RPF
Per a de Gaulle, segons les seves pròpies paraules recollides per Alain Peyrefitte, el RPF ha estat "un mig èxit o un mig fracàs". Especialment l'hauria ajudat a preparar el "remei" de 1958, quan les velles xarxes del RPF es reactivaren en preparació per al retorn polític del general de Gaulle i crear la UNR. Jacques Foccart, últim secretari general, reagrupà també els antics membre del servei d'ordre del RPF per formar el Servei d'Acció Cívica (SAC).
El RPF també ha servit per afirmar la cultura política gaullista basada en la lleialtat personal a l'home, la crida del 18 de juny, el record de la Resistència, l'aspiració a la transformació social per l'associació i la independència nacional.

## Secretaris generals
- Jacques Soustelle: 1947-1951
- Louis Terrenoire: 1952-1954
- Jacques Foccart: 1954